# L'univers en una closca de nou
L'univers en una closca de nou és un llibre de l'any 2001 que tracta sobre la física teòrica de Stephen Hawking. El llibre explica al públic en general diversos temes relacionats amb la feina de la càtedra Lucasiana, tals com el teorema d'incompletesa de Gödel i P-branes (part de la teoria de supercordes en mecànica quàntica). Parla de la història i els principis de la física moderna. Busca «combinar la teoria de la Relativitat General d'Einstein i la idea de Richard Feynman de les històries múltiples cap a una teoria completa unificada que descriruria tot el que passa a l'univers»
L'Univers en una closca de nou és el guanyador dels Premis Aventis per a llibres científics l'any 2002. Es considerava una seqüela i va ser creada per actualitzar les referències públiques dels descobriments des del bestseller breu història del temps, publicat el 1988.